# Funiculaire Kurobe
Le funiculaire Kurobe (黒部ケーブルカー, Kurobe Kēburukā), officiellement ligne funiculaire (鋼索線, Kōsaku-sen), est un funiculaire situé sur les pentes du mont Tate à Tateyama, dans la préfecture de Toyama au Japon. Il est exploité par la compagnie Tateyama Kurobe Kankō. Le funiculaire fait partie de la route alpine Tateyama Kurobe.

## Description
Le funiculaire se compose d'une voie unique avec évitement central. La ligne est entièrement en tunnel.

## Histoire
Le funiculaire ouvre le 20 juillet 1969.

## Caractéristiques

### Ligne
- Longueur : 0,8 km
- Dénivelé : 373 m
- Pente : 58,7 %
- Écartement rails : 1 067 mm
- Nombre de gares : 2

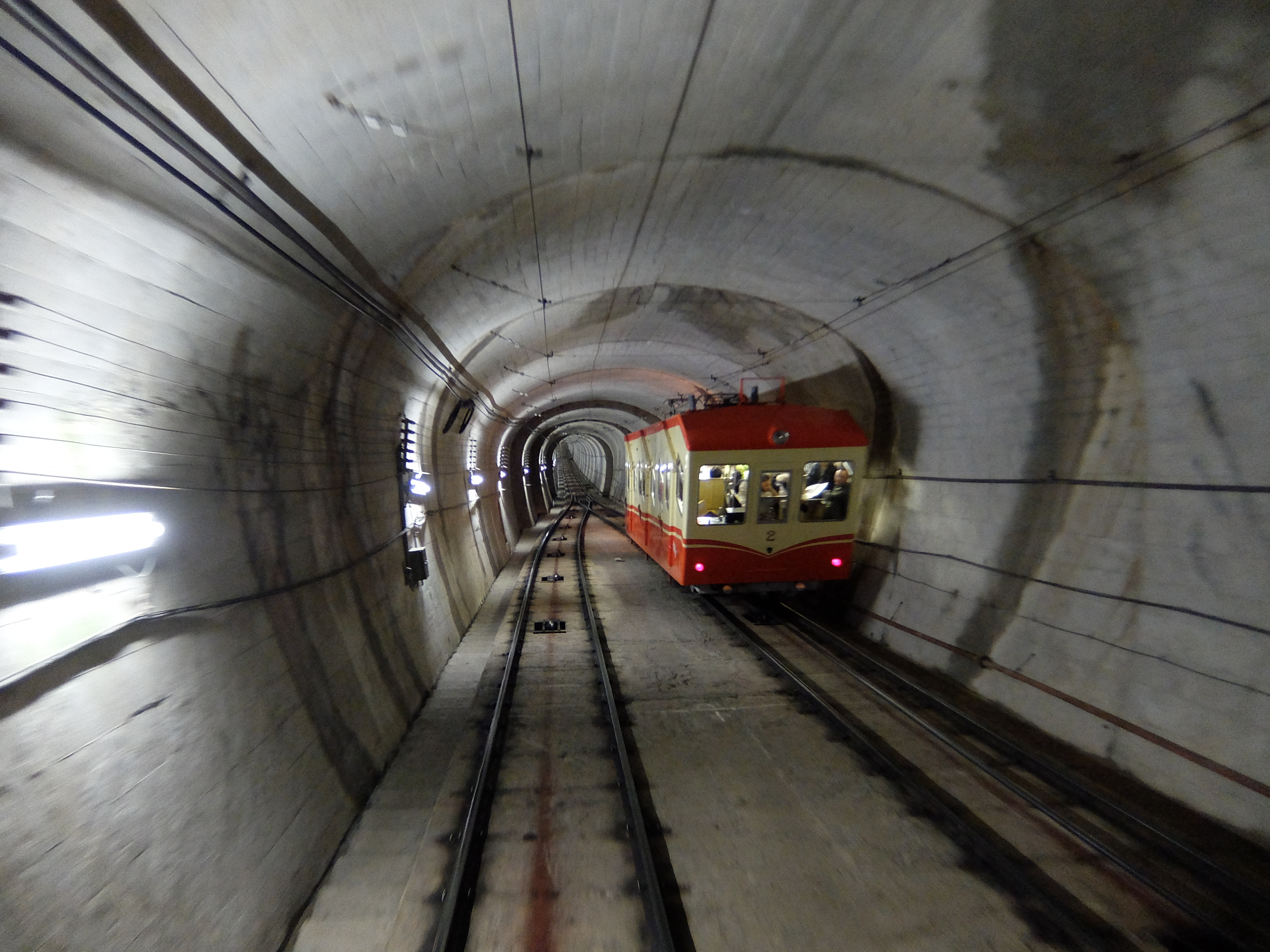
Evitement central
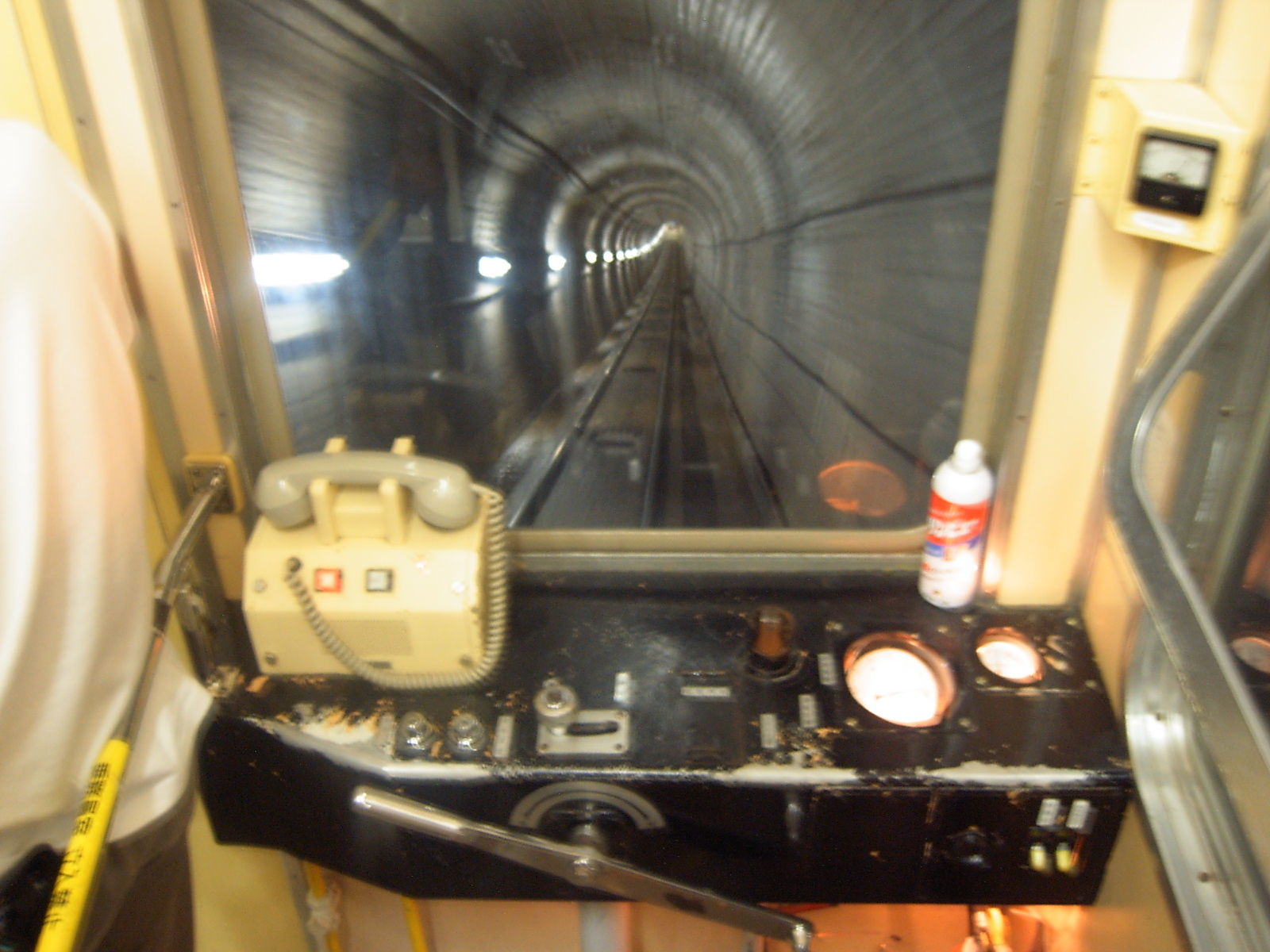
Cabine de conduite
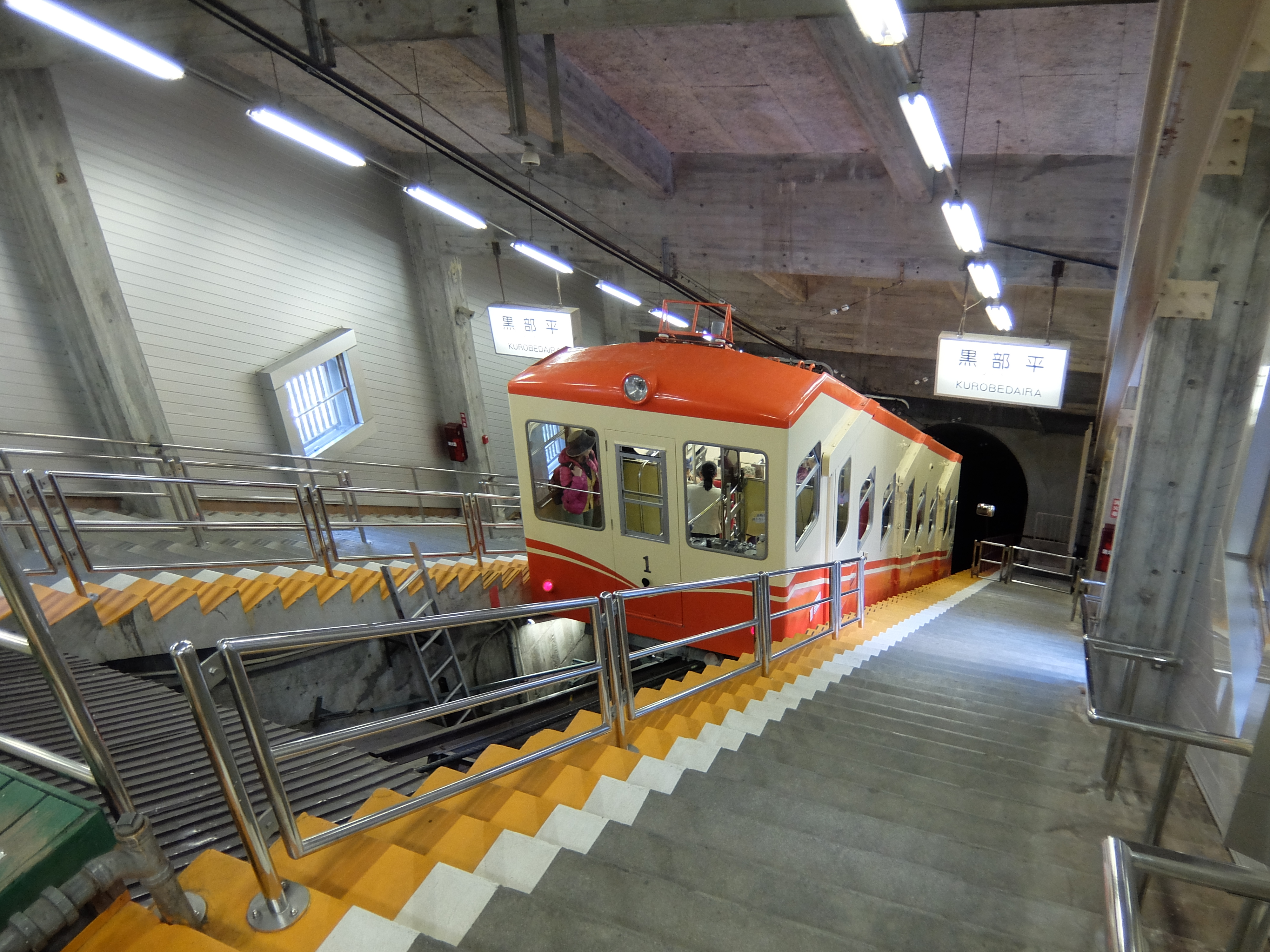
Gare haute de Kurobedaira

### Liste des gares
| Gare        | Nom japonais | Distance (km) | Altitude (m) | Correspondances       | Localisation |
| ----------- | ------------ | ------------- | ------------ | --------------------- | ------------ |
| Kurobeko    | 黒部湖       | 0             | 1455         |                       | Tateyama     |
| Kurobedaira | 黒部平       | 0,8           | 1828         | Téléphérique Tateyama | Tateyama     |